# 卢卡·卢扎尔迪
卢卡·卢扎尔迪（義大利語：Luca Luzardi，1970年2月18日—），意大利男子足球运动员，司职后卫。他曾代表意大利国奥队参加1992年夏季奥林匹克运动会足球比赛，获得第七名。